# Chiavazza
Chiavazza (Ciavasa in piemontese) è una frazione di Biella. Borgo nella zona orientale della città, comune a sé stante fino al 1940.

## Geografia fisica
Chiavazza è unita alla città di Biella dal ponte sul torrente Cervo. La direttrice principale, che attraversa è via Milano, che la congiunge al comune di Vigliano Biellese. Lungo essa si trovano numerose ville, tra le quali Villa Mosca. Una strada storica è invece via Rosazza che conduce alla piazza principale, dove sorge la chiesa parrocchiale di San Quirico.

## Storia

### Simboli
Il comune di Chiavazza aveva un proprio stemma: D'azzurro, alle chiavi pontificie legate di rosso e sormontate da 3 stelle d'oro, male ordinate.

## Monumenti e luoghi d'interesse
- Parrocchiale di San Quirico e Giulitta, edificata nel XVIII secolo sul luogo di un preesistente edificio religioso di origine medioevale.[3]
- Villa Mosca.

## Cultura

### Eventi
Nei giorni del carnevale si tiene sulla piazza parrocchiale (piazza XXV Aprile) una grande fagiolata cucinata in 130 paioli di rame, segnalata nel Guinness dei primati come la più grande del mondo. 
La maschera carnevalesca ufficiale di Chiavazza è il Cucu.
Nel mese di giugno vi è la tradizionale festa patronale di San Quirico, in cui viene ricordato il patrono del rione.

## Infrastrutture e trasporti
La fermata ferroviaria di Biella Chiavazza, soppressa nel 2012 era posta lungo la linea ferroviaria Biella-Novara.
Dal 1926 al 1951 Chiavazza ospitò una fermata della tranvia Biella-Cossato e, fra il 1891 e il 1958, un analogo impianto della ferrovia Biella-Cossato-Vallemosso.

## Sport
A Chiavazza sono due gli sport di rilievo: la pallavolo e il calcio. 
Per quanto riguarda la pallavolo, la società nata nel 1996 è la Virtus Biella, nonché Virtus Chiavazza, che partecipa attualmente al campionato nazionale di Serie B1 femminile. I colori sociali sono il nero e il fucsia.
Nel calcio è attiva la A.P.D. Chiavazzese '75, fondata nel 1975, che milita nel campionato di Promozione. La maglia indossata dai giocatori della Chiavazzese '75 è a strisce verticali blu e rosso cremisi; per questo motivo vengono chiamati i 'blu-cremisi'.
Qualche anno fa erano presenti le squadre di pallamano – successivamente rifondata nel 2016 – e calcio a 5 di Serie C; entrambe le discipline erano collegate alla A.P.D. Chiavazzese ‘75.
Sempre per quanto riguarda il Calcio a 5, nell'agosto 2016, è nata la società Showa Chiavazza F.C. partecipante al campionato amatoriale di Serie A.